# إليتش
إليتش (بالتركية: İliç)؛ (بالأرمنية: Լիճք) هي بلدة تابعة لمحافظة أرزنجان في منطقة الأناضول الشرقية، تركيا. يبلغ عدد سكانها 6349 نسمة حسب تعداد عام 2010.